# Акантом
Акантом је доброћудни (бенигни) рак  новотворина (неоплазма) израслина или тумор локализован у дермису и епидермису коже. За њега не постоји јединствено мишљење о правим узроцима настанка.
Клинички гледано важна је његова диференцијација која може бити у облику злоћудног рака сличног меланому али без пигмента.

## Етиологија
Према неким подацима, у основи патолошког стања, вероватно постоје поремећаји у процесу сазревања епителних ћелија, у виду отока који се јавља чешће код старијих особа, као усамљени чвор пречника 0,5-2,0 см  на широкој основи, мало инфилтриран, розе боје са пилинг на површини, локализован углавном на екстремитетима, често на потколеници.  

### Патоморфологија јасног ћелијског акантома
Акантом се састоји од лаких, отечених ћелија које садрже велику количину гликогена и немодификована језгра. Запажене су спонгиозе, паракератозе, одсуство или оскудица грануларног слоја. Меланогенеза се смањује, меланоцити се могу детектовати само методом Массн-Фонтеновом методом. У дермису у овим областима примећују се вазодилатација и незнатна инфламаторна инфилтрација. Случајеви малигнитета нису описани, а рак је јасно раздвојен од суседних делова епидермиса.

### Хистогенеза
Електронски микроскопски преглед открива у ћелијама рака доста гликогена и врло мало ћелијских органела, што указује на нарушен ћелијски метаболизма и сазревања ћелија. Неки аутори пронашли су блокаду меланозомске трансформације у меланоцитима у акантому лаких ћелија. Већина аутора сматра да то није рак, већ локални хиперпластични процес.

## Врсте
Акантоми укључују:
Епидермолитички акантом - неуобичајена је лезија која може бити усамљена, налик на брадавицу илије вишеструка. Приказује хистопатолошке промене епидермолитичке хиперкератозе или поремећај епидермалног сазревања и кератинизације.
Брадавичасти дискератом, је ретка, обично усамљена, папулонодуларна лезије са склоношћу ка глави и врату код средовечних и старијих особа. Он показује супрабазиларни расцеп, са бројним акантолитичким и дискератотичним ћелијама унутар расцепа и кератинозним чепом који се налази изнад. Код истог пацијента може доћи до појаве више лезија.
Акантолитички акантом, је усамљени тумор са склоношћу ка трупу који се јавља код старијих особа.  Обично се манифестује као асимптоматска кератотична папула или нодул. Ретко може клинички да личи на molluscum contagiosum. Код примаоца трансплантације бубрега, уочена је појава вишеструких лезија.
Себороична кератоза (сенилне брадавице, папиломи базалних ћелија) су чести, претежно вишеструки, бенигни тумори који се обично први пут јављају у средњем животном добу.  Могу се јавити на било ком делу тела осим на длановима и табанима, иако постоји склоност ка грудном кошу, међулопатичној регији, струку и челу. Себороичне кератозе су оштро ограничене сиво-браон до црне лезије, које су благо подигнуте. Могу бити прекривене масним љускама. Већина лезија није више од центиметар или нешто више у пречнику, али су пријављене веће варијанте. Пљоснати облик налик плаку се понекад налази на задњици или бутинама. Ово не треба мешати са благо пигментисаним плаковима неопране коже који се на различите начине називају кератодерма симплек, артефактни дерматитис. Ретко настаје у невусу себацеусу.
Папуларна црна дерматоза  коју иако неки сматрају варијантом себороичне кератозе, она је клинички карактеристичан ентитет, који се налази скоро искључиво код одраслих црнаца, са превлашћу код жена.  Често је присутна породична предиспозиција.Код ње постоји више малих пигментираних папула, са склоношћу маларном делу лица. Могу бити захваћени и врат и горњи део трупа. Лезије су пронађене код 10% до 35% црне популације у Сједињеним Америчким Државама. Пријављен је и еруптивни облик у вези са аденокарциномом дебелог црева. 
Меланоакантом, који је уведен у номенклатуру 1960. године је ретка бенигна пигментирану лезија која се састоји од меланоцита и кератиноцита. Лезија је споро растући, обично усамљени тумор главе и врата, или трупа, код старијих људи.  Клинички, меланоакантом подсећа на себороичну кератозу или меланом, и може нарасти до 3 см или више у пречнику.  Најбоље га је сматрати варијантом себороичне кератозе. Забележено је да меланоакантом настаје из слузокоже: такве лезије представљају неповезан поремећај. 
Акантом светлих ћелија  (акантом бледих ћелија) је неуобичајен чврст браон-црвени чвор или папула у облику куполе, пречника 5–10 мм или више, са склоношћу за доњи део ногу средовечних и старијих особа. Описани су џиновски облици. Ретко су била укључена друга места; такође је забележен почетак код млађих пацијената. Иако су обично појединачни, описани су вишеструки тумори, а неколико пацијената са вишеструким акантомима бистрих ћелија је такође имао проширене вене и/или ихтиозу.  У једном случају, лезија се развила преко меланоцитног невуса. Придружена стања, и поред и испод акантома бистре ћелије, су уобичајена.  Лезије могу имати површину коре и могу крварити са мањом траумом. Уобичајени су љускави оковратник и васкуларна пункта на површини лезије. Раст је спор и тумор може да перзистира дуги низ година. Пријављена је спонтана инволуција рака. 
Папулоза чистих ћелија,  изузетно је  ретко стање које карактерише више белих папула на лицу, грудима, стомаку или лумбалном делу младих жена и дечака. Постоји предиспозиција за особе азијског или латиноамеричког порекла. Неке лезије се могу развити дуж млечних линија. Величина лезија је 2-10 мм. Број лезија се кретао од 5 до више од 100. Претпоставља се да може постојати нека хистогенетска веза са Токеровим чистим ћелијама брадавице и да случајеви пријављени ван „млечних линија“ могу бити другачији ентитет. Није познато лечење. 
Акантом великих ћелија, јавља се као оштро ограничена, љускава, често слабо пигментирана мрља, пречника приближно 3–10 мм, на кожи изложеној сунцу код средовечних и старијих особа.  Обично је усамљена. Клинички, подсећа на себороичну или актиничну кератозу. Сматра се да акантом великих ћелија обухвата клонове абнормалних ћелија изазване сунчевом светлошћу, без склоности ка малигнитету.  Хумани папилома вирус типа 6 (ХПВ-6) изолован је из коже лезије код пацијената са више великих ћелијски акантома.